# Nahor (hijo de Serug)
Nahor (hijo de Serug) (en hebreo: נָחוֹר‎ - Nāḥōr; en griego Ναχώρ - Nakhṓr) es el hijo de Serug según la Biblia hebrea en el Libro del Génesis Capítulo 11.NIV Se dice que vivió hasta la edad de 148 añosNIV y tuvo un hijo, Terah a la edad de 29 años.NVI También fue el abuelo de Abraham, Nacor y Harán, todos ellos descendientes de Sem.NVI